# جوزيف رانسوهوف
جوزيف جو رانسوهوف (بالإنجليزية: Joseph 'Joe' Ransohoff)‏ من مواليد 1 يوليو 1915 وهو طبيب في مجال جراحة المخ والأعصاب. قام بتدريب العديد من أطباء الأعصاب، كما أنقذ العديد من الأشخاص بفضل براعتة في استخدام التكنولوجيا المتقدمة. أنشأ الدكتور جوزيف أول وحدة للعناية المركزة لجراحة الأعصاب حيث كان المركز رائداً في استخدام التصوير التشخيصي الطبي والقسطرة في تشخيص وعلاج أورام المخ، وساعد في تحديد مجالات جراحة الأعصاب مثل: الجراحة العصبية الطفلية وعلم الأشعة العصبي.

## حياته وتعليمه
ولد رانسوهوف لعائلة يهودية أمريكية في سينسيناتي (أوهايو)، ابن الدكتور جوزيف لويس رانسوهوف الثاني. حصل على درجة البكالوريوس من جامعة هارفارد. كان واحدا من أفضل طلاب جامعة هارفارد. حصل بعد ذلك على شهادة الطب من جامعة شيكاغو في عام 1941 وذهب ليصبح مدرب جراحة في جامعة سينسيناتي. وبعد ثلاث سنوات من إقامته، تمت استخدامه في جيش الولايات المتحدة ليدرس جراحة المخ والأعصاب هناك. خلال الحرب، كان رانسوهوف حاضرا في معركة نورماندي. وقال انه صديق شخصي للجنرال جورج باتون. في وقت لاحق من الحرب، تم تعيين رانسوهوف لمراكز الإجلاء الجوي في فرنسا وألمانيا.

## شهرته
بعد ثلاث سنوات في الجيش، أكمل رانسوهوف إقامته في مستشفى مونتيفيور. وذهب للتدريس في جامعة كولومبيا وممارسة الجراحة في معهد نيويورك للأعصاب في مستشفى نيويورك-بريسبيتيريان. في عام 1962، دُعي رانسوهوف ليصبح رئيسا لقسم جراحة المخ والأعصاب في مدرسة طب بجامعة نيويورك حيث قضى هناك أكثر من ثلاثين عاما. كان مشهورا لاستضافة جراحات العمود الفقري من منطقة نيويورك ونيو جيرسي وكونيتيكت. كان رانسوهوف جزءا من فريق مستشفى جامعة جورج واشنطن.
في عام 1992، غادر الدكتور رانسوهوف مستشفى جامعة نيويورك في تامبا (فلوريدا)، بناء على طلب من مستشفى جيمس هالي فا، لإصلاح قسم الأعصاب. حيث تحسنت مراكز جراحة الأعصاب والعمود الفقري في مستشفى فا ومستشفى تامبا العام بشكل كبير.

## حياته الشخصية وموته
في عام 1940، تزوج الدكتور ريتا ماير، وهي طبيبة نفسية، قامت بكتابة «فينوس بعد الأربعين» وهو كتاب عن ردود الرجال في الحياة الجنسية لدى النساء الأكبر سنا. طلقوا في ديسمبر 1983. وفي أبريل عام 1984، تزوج لوري كوهين من مواليد 1956 وهي طبيبة أسنان؛ ولديهما ابنان ولدوا في عامي 1990 و 1996. وقد تحمل رانسوهوف سلسلة من الدعاية الغير مرغوب فيها في عام 1999 بعد أن حكم على لورا هولت بالسجن لمدة عام بسبب السرقة.
توفي رانسوهوف في منزله صباح يوم 30 يناير 2001.

## وصلات خارجية
- Deceased member profile from the Society of Neurological Surgeons webpage